# Korten
Korten (cor-ten) je jeklo, odporno proti koroziji, saj se zaradi bakra in fosforja, ki ju vsebuje, pri izpostavljenosti atmosferskim pojavom samozaščiti s tankim slojem rje, ki prepreči nadaljnje rjavenje oziroma oksidacijo globlje v material. 
Dobra stran kortena je, da ga ni treba vzdrževati, če pa se površina poškoduje, se tam ustvari nov sloj rje. Zaradi edinstvenega in rustikalnega videza se korten uporabalja za urbano opremo, gradove, spomenike, parke ipd.